# بروتينات الفسفور
البروتينات الفوسفورية هي فرع من فروع البروتينات التي تحتوي على مجموعة من الفوسفات . الفسفرة هي عملية تعديل قابلة للانعكاس وظيفته تنظيم البروتين ، والتوطين الخلوي ، والتكوين المعقد ، وتدهور البروتينات ، وبالتالي تدهور نظام شبكات الاتصال . مع كل هذه النتائج المعدلة ، يقدر أن ما بين 30٪ -65٪ من جميع البروتينات قد تكون مفسفرة ، وبعضها مفسفر لعدة مرات.   استنادًا إلى التقديرات الإحصائية من العديد من مجموعات البيانات ، يجب أن يتواجد على التوالي 230.000 و 156.000 و 40.000 من مواقع الفسفرة في الإنسان والفئران والخميرة .
بمقارنة التحاليل ، توفر البروتينات الفسفورية طبقتين إضافيتين من المعلومات. أولاً ، توفير أدلة على نوع البروتين أو المسار الذي يمكن تنشيطه لأن التغيير في حالة الفسفرة يعكس دائمًا تغييرًا في نشاط البروتين. ثانيًا ، يشير إلى أن البروتينات التي قد تكون لغرض علاجي محتمل ، كما يتضح ذلك من مثبط كيناز جليفيك. في حين أن البروتينات الفسفورية ستوسع بشكل كبير من المعرفة حول أعداد وأنواع البروتينات الفوسفورية ، فإن أعظم دور لها هو التحليل السريع لشبكات الإشارات القائمة على الفسفرة بالكامل. 

## نظرة عامة
تتضمن عينة تحليل البروتينات الفوسفورية واسعة النطاق الخلايا المستنبتة التي تخضع لتشفير SILAC ؛ يتم تحفيز الخلايا بعامل الاهتمام (مثل عامل النمو والهرمون) ؛ يمكن أن يحدث التحفيز لفترات زمنية مختلفة للتحليل الزمني ، ويتم تحليل الخلايا وهضمها إنزيميًا ، ويتم فصل الببتيدات باستخدام كروماتوجرافيا التبادل الأيوني ؛ يتم إثراء الفوسفوببتيدات باستخدام الأجسام المضادة ، يجمد المعادن الانجذاب اللوني أو ثاني أكسيد التيتانيوم (تيو 2) اللوني . يتم تحليل الفوسفوببتيدات باستخدام مقياس الطيف الكتلي ، ويتم ترتيب وتحليل الببتيدات. 

## الأدوات والأساليب
من المؤكد أن تحليل المجموعة الكاملة للبروتينات المفسفرة في الخلية هو خيار ممكن. ويرجع ذلك إلى تحسين بروتوكولات التخصيب للبروتينات الفوسفورية والببتيدات الفوسفاتية ، وتقنيات تجزئة أفضل باستخدام اللون، وتحسين طرق تصور انتقائي للمخلفات الفسفورية باستخدام مطياف الكتلة. على الرغم من أن الإجراءات الحالية لتحليل البروتينات الفوسفورية قد تحسنت بشكل كبير ، لا يزال هناك فقدان في العينة وتناقضات فيما يتعلق بإعداد العينة ، والإثراء ، والأجهزة. أدوات المعلوماتية الحيوية وقواعد بيانات التسلسل البيولوجي ضرورية أيضًا لدراسات البروتينات الفوسفورية عالية الإنتاجية. 

### استراتيجيات الإثراء
تضمنت الإجراءات السابقة لعزل البروتينات المفسفرة وضع العلامات المشعة باستخدام 32 P المسمى ATP متبوعًا بنموذج الكهربائي للهلام SDS بولي أكريلاميد أو كروماتوغرافيا الطبقة الرقيقة. هذه الطرق التقليدية غير فعالة لأنه من المستحيل الحصول على كميات كبيرة من البروتينات اللازمة لتحليل الفسفرة. لذلك ، فإن الطرق الحالية والأبسط لإثراء البروتينات الفوسفورية هي تنقية التقارب باستخدام الأجسام المضادة الخاصة بالفوسفوز ، أو كروماتوجرافيا تقارب المعدن الثابت ( IMAC ) ، أو كروماتوجرافيا التبادل الكاتيوني القوي (SCX) ، أو كروماتوجرافيا ثاني أكسيد التيتانيوم. أثبتت الأجسام المضادة لمضادات الفوسفوتيروزين نجاحًا كبيرًا في التنقية ، ولكن تم نشر عدد أقل من التقارير باستخدام الأجسام المضادة ضد البروتينات المحتوية على الفوسفوسرين أو الفوسفوتريونين. يعتمد تخصيب IMAC على ألفة الفوسفات للمعدن الثابت والمخلب بالراتنج. تفصل SCX الفسفرة عن الببتيدات غير الفسفورية بناءً على مجموعة الفوسفات سالبة الشحنة. كروماتوغرافيا ثاني أكسيد التيتانيوم هي تقنية أحدث تتطلب وقتًا أقل لإعداد العمود. تستخدم العديد من دراسات البروتينات الفوسفورية مزيجًا من استراتيجيات الإثراء هذه للحصول على أنقى عينة ممكنة.

### تحليل مطياف الكتلة
يعد مطياف الكتلة حاليًا أفضل طريقة لمقارنة أزواج عينات البروتين بشكل مناسب. الإجراءان الرئيسيان لأداء هذه المهمة هما استخدام علامات التقارب المشفرة بالنظائر (ICAT) والأحماض الأمينية النظيرية المستقرة في ثقافة الخلية (SILAC). في إجراء ICAT ، يتم تمييز العينات بشكل فردي بعد عزلها باستخدام الكواشف ذات التشفير الكتلي التي تعدل بقايا السيستين. في SILAC ، تُزرع الخلايا بشكل منفصل في وجود أحماض أمينية مختلفة ذات علامات نظيرية للعديد من الانقسامات الخلوية التي تسمح للبروتينات الخلوية بدمج الملصق. يستخدم قياس الطيف الكتلي بعد ذلك لتحديد الببتيدات المحتوية على الفوسفوسرين والفوسفوتريونين. 

## دراسات توصيل الإشارة
يتم التوسط في نقل الإشارات داخل الخلايا في المقام الأول عن طريق الفسفرة العكسية لجزيئات الإشارة المختلفة بواسطة الإنزيمات التي يطلق عليها كينازات . تنقل الكينازات مجموعات الفوسفات من ATP إلى بقايا سيرين أو ثريونين أو تيروسين معينة من الجزيئات المستهدفة. قد يكون البروتين الناتج عن الفسفرة قد غير مستوى النشاط أو التوطين الخلوي أو الهيكل الثالث.
تعد تحليلات البروتينات الفوسفورية مثالية لدراسة ديناميات شبكات الإشارات. في تصميم إحدى الدراسات ، تتعرض الخلايا لعلامات SILAC ثم يتم تحفيزها بواسطة عامل نمو محدد. يتم جمع الخلايا في نقاط زمنية مختلفة ، ويتم دمج المحللين لتحليلها بواسطة مرض التصلب العصبي المتعدد.  يتيح ذلك للمُجرِّبين تتبع حالة الفسفرة للعديد من البروتينات الفوسفورية في الخلية بمرور الوقت. إن القدرة على قياس حالة الفسفرة العالمية للعديد من البروتينات في نقاط زمنية مختلفة تجعل هذا النهج أقوى بكثير من الطرق البيوكيميائية التقليدية لتحليل سلوك شبكة الإشارات. 
كانت إحدى الدراسات قادرة في نفس الوقت على قياس التغير الطي في حالة الفسفرة لـ 127 بروتينًا بين الخلايا غير المحفزة والخلايا المحفزة بـ EphrinB1.  من بين هذه البروتينات البالغ عددها 127 ، أظهر 40 بروتينًا زيادة في الفسفرة بتحفيز بواسطة EphrinB1. تمكن الباحثون من استخدام هذه المعلومات بالاقتران مع البيانات المنشورة مسبقًا لبناء شبكة نقل إشارة للبروتينات في اتجاه مجرى مستقبل EphB2.
تضمنت دراسة الفسفوبروتينية الحديثة الأخرى تحديدًا وتقديرًا كميًا لأحداث الفسفرة الناتجة عن الهرمون المضاد لإدرار البول فاسوبريسين في قناة تجميع الكلى.  تم تحديد ما مجموعه 714 موقعًا من مواقع الفسفرة على 223 بروتينًا فوسفوريًا فريدًا ، بما في ذلك ثلاثة مواقع جديدة للفسفرة في قناة المياه الحساسة للفازوبريسين aquaporin-2 (AQP2).

## ابحاث السرطان
منذ بداية علم البروتينات الفوسفورية ، ركزت أبحاث السرطان على التغييرات التي تطرأ على البروتينات الفوسفورية أثناء تطور الورم . يمكن أن تكون البروتينات الفوسفورية علامات سرطانية مفيدة لتشخيص وعلاج السرطان. في الواقع ، أظهرت الأبحاث أن هناك بروتينات فسفوتيروزين مميزة لأورام الثدي والكبد. هناك أيضًا دليل على فرط الفسفرة في بقايا التيروزين في أورام الثدي ولكن ليس في الأنسجة الطبيعية. تشير نتائج مثل هذه إلى أنه من الممكن استخراج البروتين الفوسفوري للورم بحثًا عن المؤشرات الحيوية المحتملة.
تتوفر كميات متزايدة من البيانات التي تشير إلى وجود بروتينات فسفورية مميزة في أورام مختلفة وأنه يمكن استخدام التنميط الفسفوري لبصمات السرطانات من أصول مختلفة. بالإضافة إلى ذلك ، يمكن للفهرسة المنهجية للبروتينات الفسفورية الخاصة بالورم في المرضى الفرديين أن تكشف عن العديد من العوامل المسببة للسرطان أثناء تكوين السرطان. من خلال ربط هذه البيانات التجريبية بالبيانات السريرية مثل الاستجابة للأدوية ونتائج المرض ، يمكن تحديد علامات السرطان المحتملة للتشخيص والتشخيص والتنبؤ باستجابة الدواء والأهداف المحتملة للأدوية. 

## محددات
في حين أن البروتينات الفسفورية قد وسعت إلى حد كبير من المعرفة حول أعداد وأنواع البروتينات الفوسفورية ، إلى جانب دورها في شبكات الإشارات ، لا تزال هناك العديد من القيود على هذه التقنيات. بدايتاً ، لا يمكن تميز طرق العزل مثل الأجسام المضادة للفوسفوتيروزين بين عزل البروتينات التي تحتوي على التيروزين والبروتينات المرتبطة ببروتينات التيروزين الفسفورية. لذلك ، على الرغم من أن تفاعلات البروتين المعتمدة على الفسفرة مهمة جدًا ، فمن المهم أن نتذكر أن البروتين الذي تم اكتشافه بهذه الطريقة ليس بالضرورة ركيزة مباشرة لأي من التيروزين كيناز. يمكن فقط عن طريق هضم العينات قبل الترسيب المناعي إنتاج عزل البروتينات الفسفورية والملامح الزمنية لمواقع الفسفرة الفردية. القيد الآخر هو أنه من المحتمل أن يتم تفويت بعض البروتينات ذات الصلة نظرًا لعدم وجود حالة استخلاص شاملة. من الممكن أن تُفقد البروتينات ذات القياس المتكافئ المنخفض للفسفرة ، بكميات قليلة جدًا ، أو التي تمت فسفرتها كهدف للتحلل السريع.  تقدر تحليلات المعلوماتية الحيوية لبيانات الفسفرة منخفضة الإنتاجية جنبًا إلى جنب مع بيانات البروتينات الفسفورية عالية الإنتاجية (تعتمد في الغالب على MS / MS) أن البروتوكولات الحالية عالية الإنتاجية ، بعد عدة عمليات تكرار ، قادرة على التقاط 70 ٪ إلى 95 ٪ من إجمالي البروتينات الفسفورية ، ولكن 40 فقط ٪ إلى 60٪ من إجمالي مواقع الفسفرة. 

## روابط خارجية
- قاعدة بيانات موقع Phosida Phosphorylation
- تحليل تحويل الإشارة فيديو يوتيوب
- CDPD تجميع قاعدة بيانات مجاري البروتين الفوسفوري